# 大場 (春日部市)
大場（おおば）は、埼玉県春日部市の町丁。現行行政地名は大場のみ。丁番の設定のない単独町名である。住居表示未実施地区。郵便番号は344-0021。

## 地理
埼玉県の東部地域で、春日部市南部の利根川（現在の古利根川）などが造り出した沖積平野に位置する。地区の多くは中央部を中心に氾濫平野上にあるが、北部を東西に会之堀川が利根川の旧流路を流れ、その流域周辺に自然堤防の微高地が見られる。村社香取神社付近からも半島状に自然堤防の微高地が西に突き出している。南部にも島状に微高地がいくつかある。東側で大畑、南側で越谷市恩間新田、西側で増田新田や武里中野、北側で備後西や備後東と隣接する。認定こども園ふたば（旧武里双葉幼稚園）の敷地が、大場の飛地のようになっている。
地区の多くは市街化区域に指定され、駅周辺は商業地域に指定され商店が多く立地する。その北側および西側は第二種住居地域に指定されている。それらの周辺は第一種住居地域で、武里西小学校周辺は第一種中高層住居専用地域に指定された住宅地である。地区北側の街路はやや入り組んでいる。
地区の西部および南部は市街化調整区域に指定され、水田などの農地が多くある。
なお、武里団地（住所は大枝）の南西部にあって、武里団地の施設に属さない建物に大場の地番が付されている（認定こども園ふたば など）。

### 河川
- 会之堀川
- 安之堀川
- 谷原落 - 旧新方堀[10]とも

### 地価
住宅地の地価は、2024年（令和6年）の公示地価によれば、大場793番地12の地点で10万4,000円/m2となっている。

## 歴史
もとは江戸期より存在した武蔵国埼玉郡新方領に属する大場村であった。いつからは定かではないが、大場村より中野村と大畑村が分村したと云う。村高は正保年間の『武蔵田園簿』では475石余（田342石余、畑132石余）、『元禄郷帳』によると613石余、『天保郷帳』によると614石余、『旧高旧領取調帳』によると613石余であった。助郷は日光街道粕壁宿に出役していた。化政期の戸数は不明で、村の規模は東西8町、南北11町であった。
- はじめは幕府領、1705年（宝永2年）より岩槻藩領となる。
- 1755年（宝暦5年）より再び幕府領となる
- 幕末の時点では埼玉郡に属し、明治初年の『旧高旧領取調帳』の記載によると、代官・大竹左馬太郎支配所が管轄する幕府領であった[12]。
- 1868年（慶応4年）6月19日  - 代官支配地が武蔵知県事・山田政則（忍藩士）の管轄となる。
- 1869年（明治2年）
  - 1月13日 - 武蔵知県事・宮原忠英の管轄区域に大宮県を設置、同県の管轄となる。県庁は東京府馬喰町に置かれる。
  - 9月29日 - 県庁が浦和に置かれ浦和県に改称。
- 1871年（明治4年）11月13日 - 第1次府県統合により埼玉県の管轄となる。
- 1879年（明治12年）3月17日 - 郡区町村編制法により成立した南埼玉郡に属す。郡役所は岩槻町に設置。
- 1889年（明治22年）4月1日 - 町村制施行により、大場村が一ノ割村、備後村、薄谷村、中野村、大畑村、大枝村、増田新田と合併し、南埼玉郡武里村が成立する。大場村は武里村の大字大場となる。
- 1899年（明治32年）
  - 8月27日 - 地内に東武鉄道伊勢崎線が延伸され開業する[13]。
  - 12月20日 - 地内の東武鉄道伊勢崎線に武里駅が仮停車場として開業する[14]。
- 1913年（大正2年） - 武里駅が現在地へ移転する。
- 1947年（昭和22年）9月 - カスリーン台風の襲来により地内が大きな被害を受ける[5]。
- 1954年（昭和29年）7月1日 - 武里村が南埼玉郡春日部町、豊春村、北葛飾郡幸松村、豊野村と合併し、市制を施行して春日部市となる。春日部市の大字となる。
- 1967年（昭和42年）3月 - 地内に武里白百合幼稚園が設置される[15]。
- 1968年（昭和43年）4月1日 - 地内に春日部市立大場小学校が開校する[16]。
- 1969年（昭和44年）2月21日 - 地内に武里双葉幼稚園（現、認定こども園ふたば）が開園する[17]。
- 1971年（昭和46年）4月1日 - 地内に春日部市立谷中小学校が開校する[18]。
- 1976年（昭和51年）4月1日 - 地内に春日部市立沼端小学校が開校する[19]。
- 1987年（昭和62年）4月 - 地内に中川流域下水道春日部中継ポンプ場が竣工する[20]。
- 2003年（平成15年）
  - 3月31日 - 地区再編のため、地内の春日部市立大場小学校と春日部市立谷中小学校と春日部市立沼端小学校が閉校される。
  - 4月1日 - 旧春日部市立大場小学校の跡地に春日部市立武里西小学校が開設される。
- 2005年（平成17年）10月1日 - 春日部市が北葛飾郡庄和町と合併し、新たな春日部市が発足、同時に住所標記の簡略化のため市内の大字が廃止され[21]、大字大場は丁番の設定のない大場となる[22]。

### 存在していた小字
- 裏耕地[23]
- 前野耕地
- 前耕地
- 下谷中耕地
- 長島耕地
- 沼端耕地
- 上谷中耕地
- 中谷中耕地

## 世帯数と人口
2024年（令和6年）1月1日現在の世帯数と人口は以下の通りである。
| 丁目 | 世帯数    | 人口    |
| ---- | --------- | ------- |
| 大場 | 3,373世帯 | 7,175人 |

## 小・中学校の学区
市立小・中学校に通う場合、学区は以下の通りとなる。
| 番地 | 小学校                 | 中学校                   |
| --- | ---------------------- | ------------------------ |
| 1番地 - 397番地、398番地1、398番地4、398番地6、398番地13 - 398番地15、399番地 - 448番地、453番地 - 454番地、457番地 - 822番地、830番地、832番地 - 887番地、915番地 - 934番地、961番地、990番地 - 994番地、1029番地2 - 1029番地4、1047番地 - 1149番地、1225番地 - 1699番地 | 春日部市立武里西小学校 | 春日部市立春日部南中学校 |
| 398番地2、398番地5、398番地7 - 398番地12、398番地16 - 398番地20 備後小学校 武里中学校、455番地 備後小学校 武里中学校、1150番地 - 1224番地 | 春日部市立備後小学校   | 春日部市立武里中学校     |

## 交通

### 鉄道

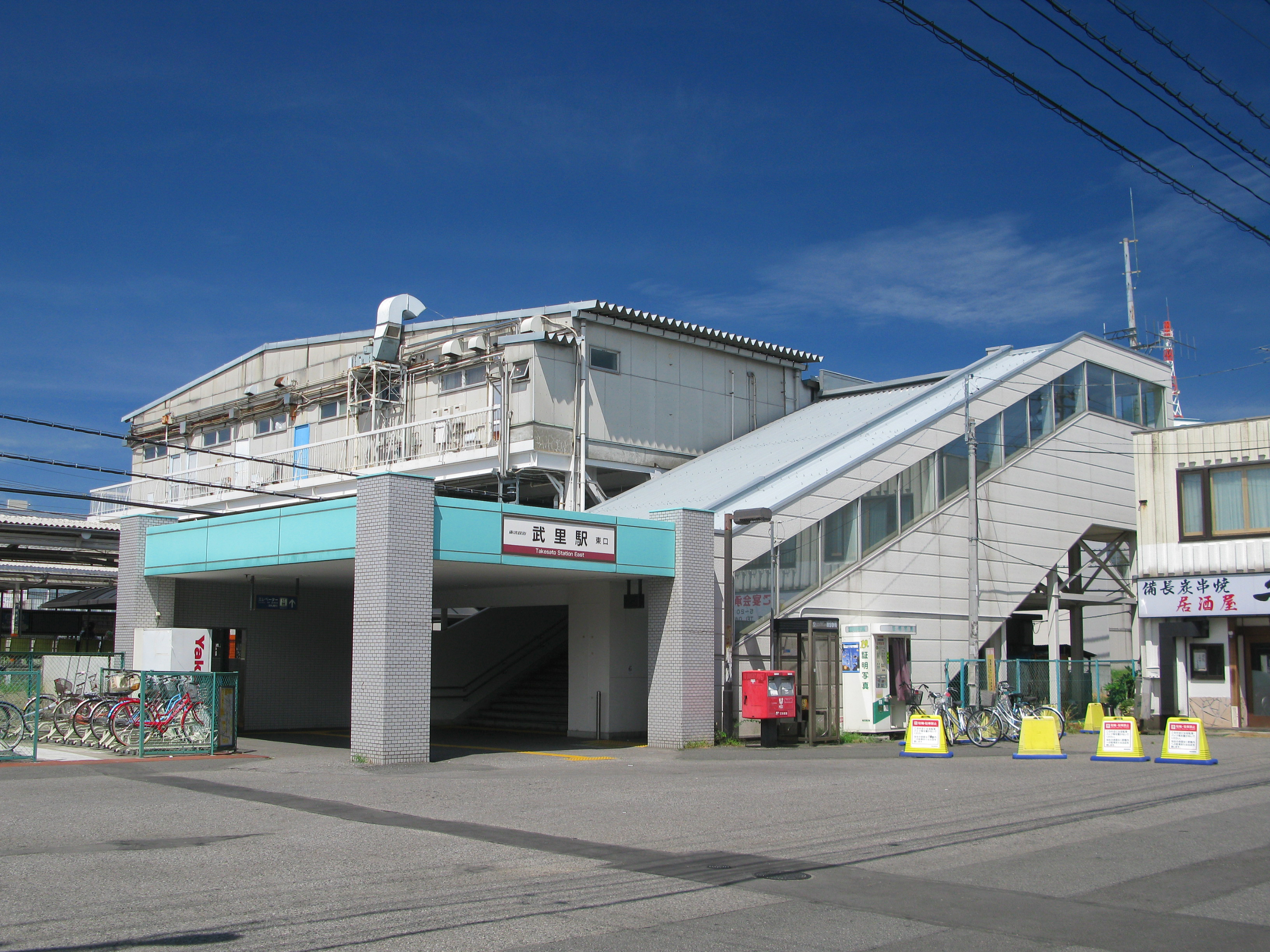
武里駅東口

- 東武鉄道伊勢崎線（東武スカイツリーライン）武里駅

### 道路
- 千葉県道・埼玉県道80号野田岩槻線 - 伊勢崎線の踏切付近で当線のバイパスとなる都市計画道路の大場大枝線の工事が行なわれている[25]。踏切はアンダーパス化する予定。
- けやき通り - 武里団地内の主要な通り。北端部の僅かな区間が大場の区域に掛かる。
- 市道6-217号線[10] - 武里交番前の交差点から北西方向へ向かい、備後西の「武里小」交差点で武里内牧線に接続する通り。
- 市道1-23号線 - 越谷市側では「中堀通り」と称されている。

この他にも都市計画道路の武里内牧線の延伸が計画され、地内にその用地が確保されている。

### バス
朝日自動車越谷営業所
地区中央を通る野田岩槻線に路線バスの「せんげん台駅 - みどり住宅 - ウイング・ハット春日部線」（系統番号なし）が設定され、「白百合団地入口」・「東彩ガス前」・「武里西小学校入口」・「銀行前」・「武里駅西口」停留所が設置されている。
春日部市コミュニティバス「春バス」
地区内に「武里駅 - 豊春駅ルート」が設定され、「大場」・「武里駅西口」停留所が設置されている。

## 施設
- 村社香取神社
- 大場下稲荷神社 - 大場455番地にある
- 谷中稲荷神社 - 大場701番地にある
- 真言宗智山派 光明寺
- 春日部市立武里西小学校
- 春日部市立春日部南中学校（校庭の一部）
- 武里白百合幼稚園

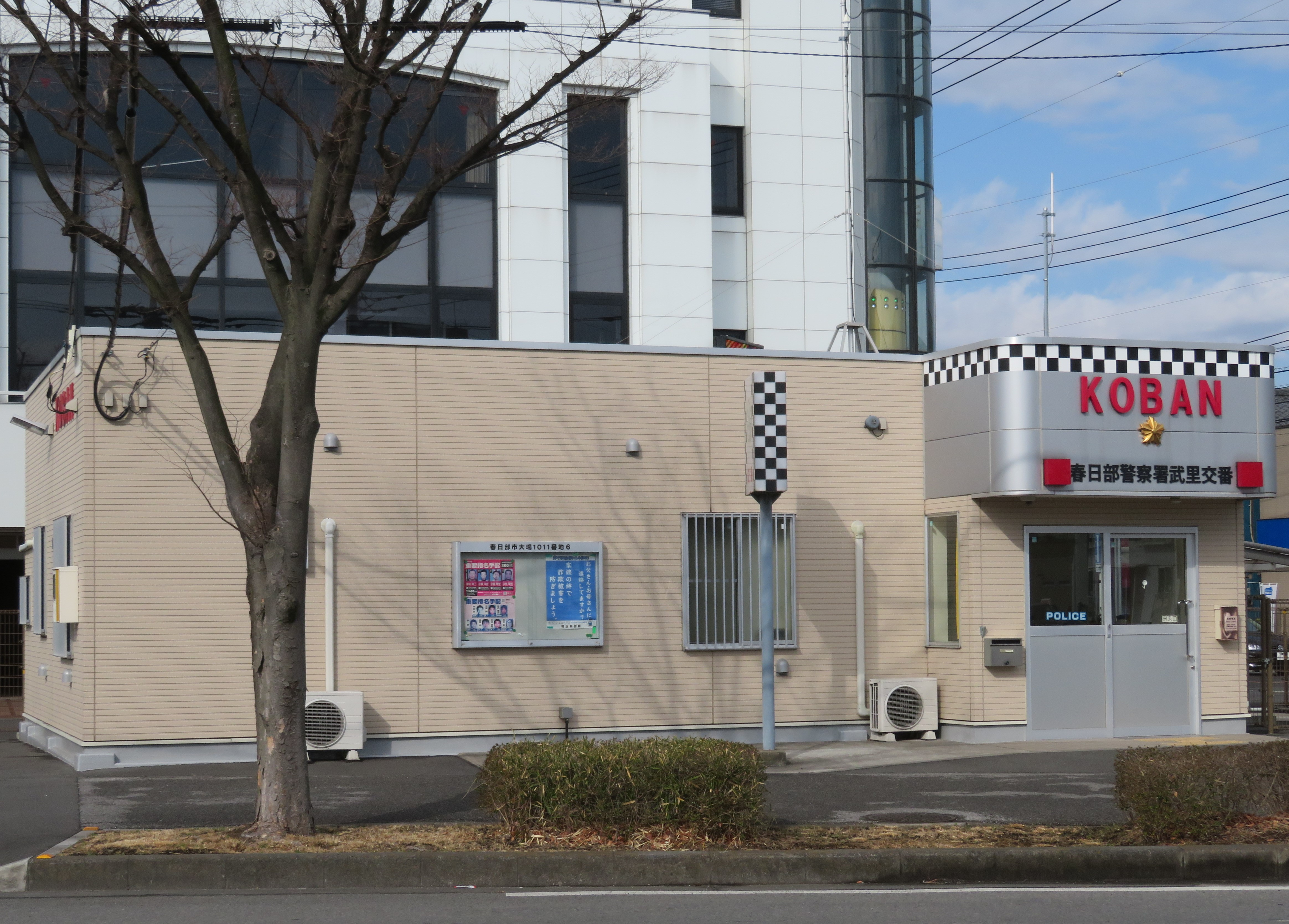
春日部警察署武里交番

- 認定こども園ふたば（旧、武里双葉幼稚園） - 武里団地6街区内に所在
- 信愛保育園
- つぶつぶ保育園
- 武里ひばり保育園 - 認可外保育園だが、広い園庭を有する。
- 春日部警察署武里交番
- 栃木銀行武里支店
- 武蔵野銀行武里支店
- 南部厚生病院
- 谷中小記念館 - 集会所
  - 谷中記念公園 - 街区公園
- 武里地区集会所
- 大場新田自治会館
- 谷中コミュニティセンター - 大場414番地に所在
- 中川流域下水道 春日部中継ポンプ場 - 中川水循環センターの関連施設
- 武里第3公園 - 街区公園
- 武里第4公園 - 街区公園
- 武里第12公園 - 街区公園
- 武里第13公園 - 街区公園
- 大場長島公園 - 街区公園

### 過去の施設
- 春日部市立大場小学校 - 跡地は春日部市立武里西小学校が設立されている。
- 春日部市立谷中小学校 - 大場656番地に所在した[18]。跡地は新築戸建分譲住宅となったが[27]、残りの約3分の1は谷中小学校の体育館を改修した谷中小記念館とそれに付随する谷中記念公園が整備された。
- 春日部市立沼端小学校 - 大場128番地1に所在した。閉校時の児童数195名は春日部市内で最も児童数の少ない学校であったが[19]、1978年の最盛期は児童数1123名であった。跡地は民間の土木建設研究施設が建設された。
- 武里ちびっ子広場[9]（公園） - 旧谷中小学校の約60 m南側に所在した。跡地は宅地化され、戸建ての住宅が建っている。南側の一部は駐車場の一部にもなっている。